# Dekanat Prudnik

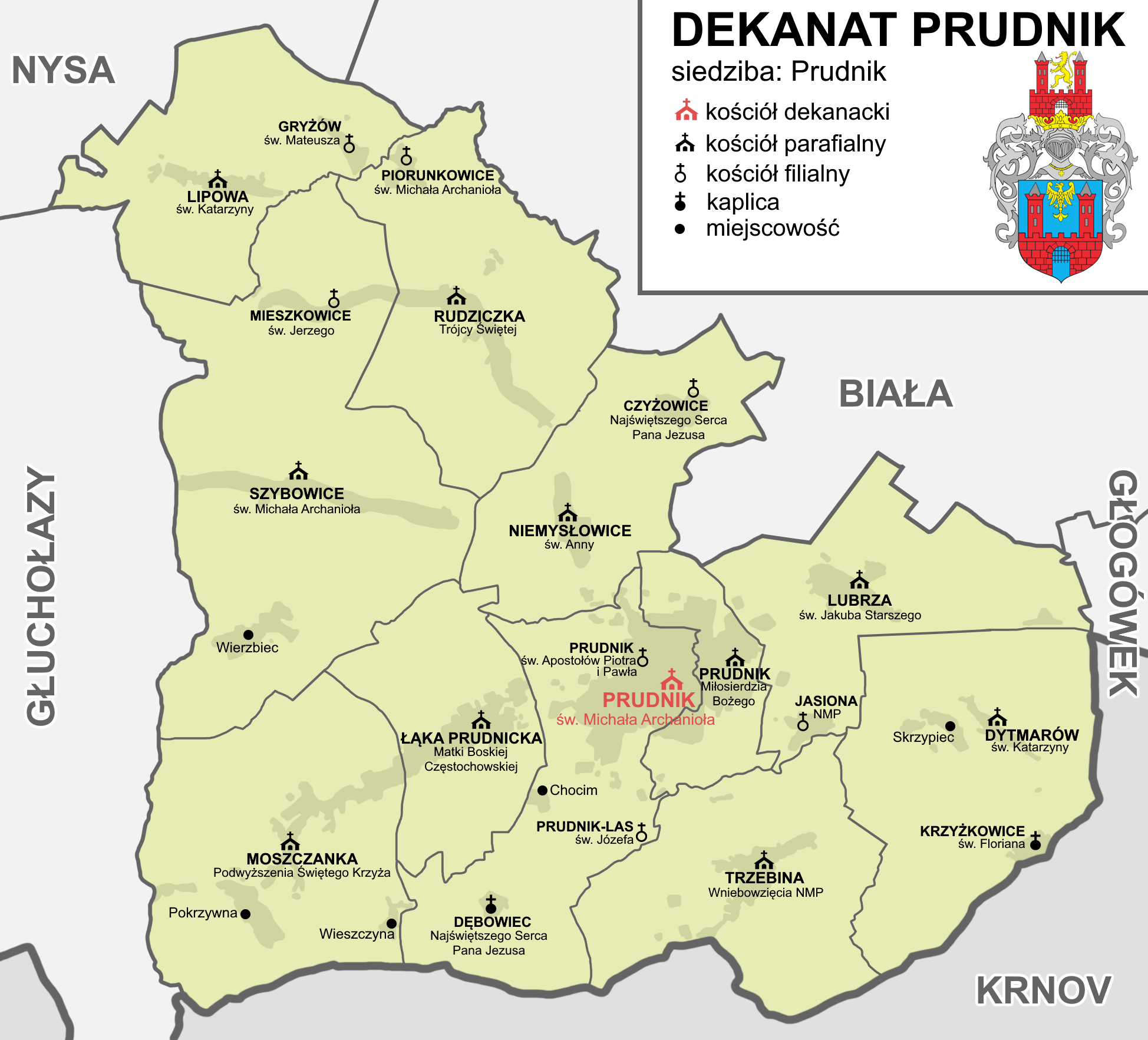
Mapa dekanatu Prudnik

Dekanat Prudnik – jeden z 36 dekanatów w rzymskokatolickiej diecezji opolskiej.

## Parafie
W skład dekanatu wchodzi 11 parafii:
- parafia św. Katarzyny → Dytmarów
- parafia św. Katarzyny → Lipowa
- parafia św. Jakuba Starszego → Lubrza
- parafia Matki Boskiej Częstochowskiej → Łąka Prudnicka
- parafia Podwyższenia Świętego Krzyża → Moszczanka
- parafia św. Anny → Niemysłowice
- parafia Miłosierdzia Bożego → Prudnik
- parafia św. Michała Archanioła → Prudnik
- parafia Trójcy Świętej → Rudziczka
- parafia św. Michała Archanioła → Szybowice
- parafia Wniebowzięcia Najświętszej Maryi Panny → Trzebina

## Historia
Obszar dekanatu należał pierwotnie do diecezji ołomunieckiej. Około 1629 roku biskup wrocławski Karol Ferdynand Waza przyłączył okręg Prudnika do diecezji wrocławskiej.
Według Schematismus des Bistums Breslau und seines Delegatur-Bezirks für das Jahr z 1863, wśród mieszkańców obszaru dekanatu Prudnik dominował język niemiecki. Liczba wiernych wynosiła 19 998. Do dekanatu należały parafie: Dytmarów, Trzebina, Moszczanka, Lubrza, Prudnik, Rudziczka, Szybowice.
W 1942 dekanat Prudnik przyporządkowany był komisariatowi nyskiemu. Podczas II wojny światowej w dekanacie Prudnik zniszczono lub uszkodzono 6 kościołów, 1 klasztor, 1 budynek plebanijny i ośrodek penitencjarny dla duchownych na Kaplicznej Górze w Prudniku. Całkowitemu zniszczeniu uległ kościół Podwyższenia Świętego Krzyża w Moszczance z plebanią, wysadzony w powietrze przed nadejściem frontu. Mocno poszkodowane były: kościół św. Anny w Niemysłowicach, kościół Wniebowzięcia Najświętszej Maryi Panny w Trzebinie i klasztor franciszkanów w Prudniku-Lesie. Mniejsze szkody odnotowano w kościołach parafialnych: św. Michała Archanioła w Prudniku, Trójcy Świętej w Rudziczce oraz św. Michała Archanioła w Szybowicach.
W latach 1945–1946 dekanat Prudnik tworzyło 9 parafii: Dytmarów, Kolnowice, Lubrza, Moszczanka, Niemysłowice, Prudnik, Rudziczka, Szybowice, Trzebina. W połowie 1944 wszystkie parafie dekanatu liczyły łącznie 27950 wiernych, natomiast z początkiem grudnia 1945 – 21986 osób, w tym 13600 nowo przybyłej po wojnie ludności. Pod koniec 1946 dekanat liczył 21278 wiernych. Na terenie dekanatu aktywne były zakony męskie: franciszkanie w Prudniku-Lesie, bonifratrzy i dominikanie w Prudniku, misjonarze Świętej Rodziny w Rudziczce, saletyni w Lubrzy oraz Trzebinie, a także żeńskie zgromadzenia zakonne: elżbietanki w Prudniku, Dytmarowie, Moszczance, Lubrzy, Rudziczce, Szybowicach oraz Trzebinie, felicjanki i salwatorianki w Łące Prudnickiej, służebniczki śląskie w Kolnowicach, siostry Najświętszego Serca Pana Jezusa w Prudniku, urszulanki w Niemysłowicach.
Z dniem 1 stycznia 1973 dekretem bpa Franciszka Jopa do dekanatu Prudnik przyłączono parafię św. Mikołaja w Wierzbięcicach (wyłączona z dekanatu Nysa) i parafię św. Nikazego Biskupa Męczennika i Chrystusa Króla w Węży (wyłączona z dekanatu Skoroszyce). 1 września 1990 bp. Alfons Nossol przyłączył parafie Wierzbięcice i Węża do dekanatu Nysa. Z dekanatu Prudnik wyłączono również parafię św. Jana Nepomucena w Kolnowicach, przyłączając ją do dekanatu Biała.

## Duchowni pochodzący z dekanatu
- Johann Schneider (Mieszkowice; 1824–1876) – ksiądz, założyciel Zgromadzenia Sióstr Maryi Niepokalanej
- Johannes Soffner (Moszczanka; 1828–1905) – ksiądz, historyk Kościoła na Śląsku
- Jerzy Simon (Dytmarów; 1873–1945) – franciszkanin, minister prowincjalny prowincji św. Jadwigi Zakonu Braci Mniejszych
- Joseph Schweter (Łąka Prudnicka; 1874–1954) – redemptorysta, historyk Kościoła na Śląsku
- Tomasz Reginek (Prudnik; 1887–1974) – ksiądz, polityk, publicysta, działacz plebiscytowy
- Józef Wojaczek (Prudnik; 1901–1993) – Misjonarz z Mariannhill
- Sabina Thienel (Rudziczka; 1909–1945) – elżbietanka, męczennica, błogosławiona Kościoła katolickiego
- Jan Góra (Prudnik; 1948–2015) – dominikanin, działacz społeczny, organizator Ogólnopolskiego Spotkania Młodzieży „Lednica 2000”

## Zgromadzenia zakonne
- Prudnik – oo. Bonifratrzy
- Prudnik-Las – oo. Franciszkanie
- Rudziczka – ss. Elżbietanki